# Кюперс, Теймен
Теймен Кюперс (нидерл. Thijmen Kupers; род. 4 октября 1991, Дутинхем, провинция Гелдерланд, Нидерланды) — нидерландский легкоатлет, специализирующийся в беге на 800 метров. Бронзовый призёр чемпионата Европы в помещении 2015 года. Многократный чемпион Нидерландов.

## Биография
В детстве играл в футбольной команде и изредка участвовал в региональных соревнованиях по бегу. В 15 лет интерес к футболу несколько угас, и Теймен решил попробовать себя в лёгкой атлетике. С 2009 года стал регулярно попадать на подиум национальных юниорских соревнований в беге на 800 метров.
В 2012 году выиграл чемпионат страны в помещении и впервые выступил за сборную Нидерландов на международных соревнованиях. На чемпионате Европы ему удалось выйти в полуфинал, где он финишировал последним в своём забеге.
Финишировал 6-м на молодёжном чемпионате Европы 2013 года с результатом 1.47,15.
В 2014 году бежал в финале чемпионата мира в помещении, где занял 5-е место. Спустя год провёл ещё один удачный зимний сезон, который увенчал бронзовой медалью чемпионата Европы в помещении в беге на 800 метров.
На чемпионате мира 2015 года дошёл до полуфинала, где со временем 1.47,74 занял общее 15-е место. В финале чемпионата Европы 2016 года финишировал 6-м.
В 2016 году установил личный рекорд 1.45,23, который на 0,03 секунды оказался хуже олимпийского норматива, из-за чего Теймен был вынужден пропустить Игры в Рио-де-Жанейро.

## Основные результаты
| Год  | Турнир                          | Место проведения      | Дисциплина       | Место       | Результат |
| ---- | ------------------------------- | --------------------- | ---------------- | ----------- | --------- |
| 2012 | Чемпионат Европы                | Хельсинки, Финляндия  | 800 м            | 22-е (1/2)  | 1.50,37   |
| 2013 | Чемпионат Европы в помещении    | Гётеборг, Швеция      | 800 м            | 10-е (1/2)  | 1.50,29   |
| 2013 | Чемпионат Европы среди молодёжи | Тампере, Финляндия    | 800 м            | 6-е         | 1.47,15   |
| 2013 | Чемпионат Европы среди молодёжи | Тампере, Финляндия    | эстафета 4×400 м | 7-е         | 3.07,47   |
| 2014 | Чемпионат мира в помещении      | Сопот, Польша         | 800 м            | 5-е         | 1.47,74   |
| 2014 | Командный чемпионат Европы      | Брауншвейг, Германия  | 800 м            | 6-е         | 1.47,29   |
| 2014 | Чемпионат Европы                | Цюрих, Швейцария      | 800 м            | 27-е (заб.) | 1.49,69   |
| 2015 | Чемпионат Европы в помещении    | Прага, Чехия          | 800 м            | 3-е         | 1.47,25   |
| 2015 | Чемпионат мира                  | Пекин, Китай          | 800 м            | 15-е (1/2)  | 1.47,74   |
| 2016 | Чемпионат Европы                | Амстердам, Нидерланды | 800 м            | 6-е         | 1.46,67   |